# 강유림
강유림(1997년 3월 23일~)은 대한민국의 농구 선수이다. 한국여자프로농구(WKBL) 용인 삼성생명 블루밍스 소속으로, 포지션은 스트레치 포이다.

## 경력

### 2020-21 시즌
2020년 1월 9일에 열린 2019-20 WKBL 신입선수 선발회에 참가하여 2라운드 3순위(전체 9순위)로 부천 KEB하나은행에 지명되었다. 첫 시즌인 2019-20 시즌에는 정규리그 경기에 출전하지 못하였고 3월 2일에 열린 팀의 퓨처스리그 마지막 경기에 출전하며 데뷔전을 치렀다. 이후 비시즌 기간인 8월에 열린 2020 박신자컵 서머리그에서는 팀이 치른 5경기에 모두 출전하였다. 특히 삼성생명과의 결승전에는 팀내 최다인 20득점을 기록하고 상대 에이스 윤예빈을 10득점으로 막으며 팀의 박신자컵 우승에 기여하였다. WKBL 3x3 트리플잼 2차 대회(7월)와 3차 대회(11월)에도 참가하였다. 특히 3차 대회에서는 2점슛 콘테스트에서 우승을 차지하며 지난 대회 2점슛 콘테스트 준우승의 아쉬움을 떨쳐내었고, 팀 또한 대회 우승을 차지하였다.

### 2021-22 시즌
2021년 5월 17일, 트레이드를 통하여 용인 삼성생명 블루밍스로 이적하였다.

## 기록
| 시즌    | 팀                     | G  | MPG   | 2P%  | 3P%  | FT%  | RPG  | APG  | SPG  | BPG  | PPG  |
| ------- | ---------------------- | -- | ----- | ---- | ---- | ---- | ---- | ---- | ---- | ---- | ---- |
| 2020-21 | 부천 하나원큐          | 30 | 25:09 | 51.9 | 31.8 | 89.7 | 3.97 | 0.70 | 0.80 | 0.67 | 7.33 |
| 2021-22 | 용인 삼성생명 블루밍스 | 30 | 26:42 | 39.0 | 24.8 | 82.3 | 4.13 | 1.10 | 0.70 | 0.57 | 7.87 |

## 수상
- WKBL 신인선수상: 2021